# Kinizsi utca
A Kinizsi utca  Budapest IX. kerületében található. Az utca a Nagykörúton belül majdnem a Dunától, a Közraktár utcától fut az Üllői útig. Nevét Kinizsi Pálról kapta. Keresztezi a Ráday utcát.
Az utcában jár a 83-as trolibusz. A vonalnak két megállója is van itt.

## Jelentős épületei

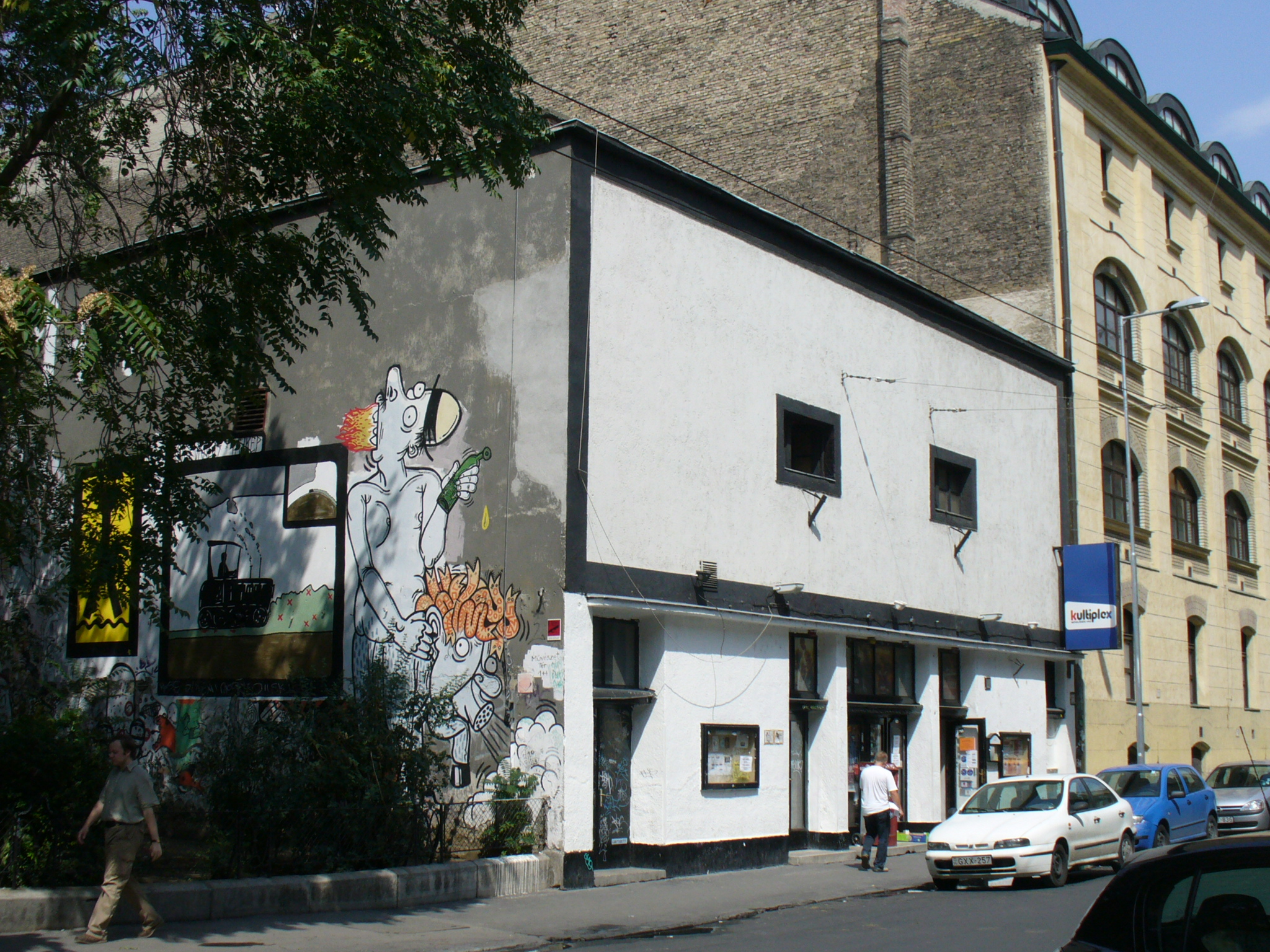
A 2008-ban lebontott Kultiplex művelődési ház

- A Budapesti Corvinus Egyetem Varga Jenő Kollégiuma a Kinizsi u. 2–6. szám alatt van. 100 főnek képes éjszakai szállást biztosítani.
- A 28-as szám alatt állt a Kultiplex Művelődési Ház, a Tilos Rádió egykori székhelye, azelőtt Kinizsi Mozi. 2008-ban lebonották a Ferencvárosi Önkormányzat egyik ingatlanüzlete miatt.[1] Helyével a mellette lévő kis park bővült.
- Kinizsi Pálról, a kenyérmezei csata (1479) győztes hadvezéréről a Kinizsi utca 38. alatt felfedezhetünk egy domborművet, amit Ungvári Lajos készített.
- A Moholy-Nagy Művészeti Egyetem egyik épülete – amelyben a Textil tanszék működik – a Kinizsi utca 39. szám alatt található.
- Iparművészeti Múzeum (Üllői út–Kinizsi u. sarok).
- Lónyay Utcai Református Gimnázium és Kollégium (Kinizsi utca 1-7.)